# Championnats d'Europe de char à voile
Les championnats d'Europe de char à voile, compétition sportive européenne de char à voile organisé par le pays hôte sous l'égide de la fédération internationale du char à voile, sont créés en 1963.

## Éditions

### Par année
| N°     | Édition | Ville                                                                        | Pays                                                                         |
| ------ | ------- | ---------------------------------------------------------------------------- | ---------------------------------------------------------------------------- |
| 55     | 2022    | Camiers/Gravelines/Marck                                                     | France                                                                       |
|        | 2020    | Édition annulée cause pandémie de Covid-19 et reportée en 2021 puis en 2022. | Édition annulée cause pandémie de Covid-19 et reportée en 2021 puis en 2022. |
| 54     | 2019    | Terschelling                                                                 | Pays-Bas                                                                     |
| 53     | 2018    | Sankt Peter-Ording                                                           | Allemagne                                                                    |
| 52     | 2017    | Hoylake et Bettystown                                                        | Royaume-Uni                                                                  |
| 51     | 2016    | Bretteville-sur-Ay                                                           | France                                                                       |
| 50     | 2015    | La Panne et Ostdunkerque                                                     | Belgique                                                                     |
| 48     | 2013    | Sankt Peter-Ording                                                           | Allemagne                                                                    |
| 47     | 2011    | Péninsule de Wirral                                                          | Royaume-Uni                                                                  |
| 46     | 2010    | La Panne                                                                     | Belgique                                                                     |
| 45     | 2009    | Sankt Peter-Ording                                                           | Allemagne                                                                    |
| 44     | 2007    | Hoylake                                                                      | Royaume-Uni                                                                  |
| 43     | 2006    | Le Touquet-Paris-Plage Gravelines                                            | France                                                                       |
| 42     | 2005    | Terschelling Benone (en)                                                     | Pays-Bas Irlande                                                             |
| 41     | 2004    | Sankt Peter-Ording                                                           | Allemagne                                                                    |
| 40     | 2003    | La Panne                                                                     | Belgique                                                                     |
| Annulé | 2002    | Lytham St Annes                                                              | Royaume-Uni                                                                  |
| 39     | 2001    | Saint-Jean-de-Monts                                                          | France                                                                       |
| 38     | 2000    | Terschelling                                                                 | Pays-Bas                                                                     |
| 37     | 1999    | Borkum                                                                       | Allemagne                                                                    |
| 36     | 1998    | La Panne                                                                     | Belgique                                                                     |
| 35     | 1997    | Lytham St Annes                                                              | Royaume-Uni                                                                  |
| 34     | 1996    | Asnelles                                                                     | France                                                                       |
| 33     | 1995    | Terschelling                                                                 | Pays-Bas                                                                     |
| 32     | 1994    | La Panne                                                                     | Belgique                                                                     |
| 31     | 1993    | Sankt Peter-Ording                                                           | Allemagne                                                                    |
| 30     | 1992    | Lytham St Annes                                                              | Royaume-Uni                                                                  |
| 29     | 1991    | Dunkerque                                                                    | France                                                                       |

| N° | Édition | Ville               | Pays        |
| -- | ------- | ------------------- | ----------- |
| 28 | 1990    | Terschelling        | Pays-Bas    |
| 27 | 1989    | Ostdunkerque        | Belgique    |
| 26 | 1988    | Borkum              | Allemagne   |
| 25 | 1987    | Lytham St Annes     | Royaume-Uni |
| 24 | 1986    | Saint-Jean-de-Monts | France      |
| 23 | 1985    | La Panne            | Belgique    |
| 22 | 1984    | Sankt Peter-Ording  | Allemagne   |
| 21 | 1983    | Newcastle           | Irlande     |
| 20 | 1982    | Brean               | Royaume-Uni |
| 19 | 1981    | Hardelot-Plage      | France      |
| 18 | 1980    | Ostdunkerque        | Belgique    |
| 17 | 1979    | Sankt Peter-Ording  | Allemagne   |
| 16 | 1978    | Lytham St Annes     | Royaume-Uni |
| 15 | 1977    | Saint-Jean-de-Monts | France      |
| 14 | 1976    | La Panne            | Belgique    |
| 13 | 1975    | Sankt Peter-Ording  | Allemagne   |
| 12 | 1974    | Lytham St Annes     | Royaume-Uni |
| 11 | 1973    | Berck               | France      |
| 10 | 1972    | Ostdunkerque        | Belgique    |
| 9  | 1971    | Sankt Peter-Ording  | Allemagne   |
| 8  | 1970    | Lytham St Annes     | Royaume-Uni |
| 7  | 1969    | Cherrueix           | France      |
| 6  | 1968    | La Panne            | Belgique    |
| 5  | 1967    | Sankt Peter-Ording  | Allemagne   |
| 4  | 1966    | Lytham St Annes     | Royaume-Uni |
| 3  | 1965    | Le Touquet          | France      |
| 2  | 1964    | La Panne            | Belgique    |
| 1  | 1963    | Sankt Peter-Ording  | Allemagne   |

### Par pays
| Rang | Pays        | Nombre d'organisations | Année                                                                          |
| ---- | ----------- | ---------------------- | ------------------------------------------------------------------------------ |
| 1    | Allemagne   | 13                     | 1963, 1967, 1971, 1975, 1979, 1984, 1988, 1993, 1999, 2004, 2009, 2014 et 2018 |
| 2    | Royaume-Uni | 12                     | 1966, 1970, 1974, 1978, 1982, 1987, 1992, 1997, 2002, 2007, 2011 et 2017       |
| 3    | Belgique    | 11                     | 1964, 1968, 1972, 1976, 1980, 1985, 1989, 1994, 1998, 2003 et 2015             |
| 3    | France      | 11                     | 1965, 1969, 1973, 1977, 1981, 1986, 1991, 1996, 2001, 2016 et 2021             |
| 5    | Pays-Bas    | 5                      | 1990, 1995, 2000, 2005 et 2019                                                 |
| 6    | Irlande     | 2                      | 1983 et 2005                                                                   |

## Tableau des médailles par nation
Mis à jour après les championnats 2019.
| Rang | Nation      | Or  | Argent | Bronze | Total |
| ---- | ----------- | --- | ------ | ------ | ----- |
| 1    | France      | 158 | 134    | 120    | 412   |
| 2    | Belgique    | 39  | 53     | 47     | 139   |
| 3    | Allemagne   | 39  | 41     | 43     | 123   |
| 4    | Royaume-Uni | 27  | 29     | 33     | 89    |
| 5    | Pays-Bas    | 13  | 4      | 5      | 22    |
| 6    | Irlande     | 1   | -      | 3      | 4     |
| 7    | Danemark    | -   | -      | 2      | 2     |
| 8    | Suisse      | -   | 1      | -      | 1     |
| 9    | Suède       | -   | -      | 1      | 1     |

## Records de médailles
Mis à jour après les championnats 2019.
| Rang | Pilote           | Nation | Or | Argent | Bronze | Total |
| ---- | ---------------- | ------ | -- | ------ | ------ | ----- |
| 1    | Bertrand Lambert | France | 17 | 2      | 2      | 21    |

| Rang | Pilote          | Nation   | Or | Argent | Bronze | Total |
| ---- | --------------- | -------- | -- | ------ | ------ | ----- |
| 1    | Henri Demuysere | Belgique | 7  | 9      | 6      | 22    |

## Épreuves
Pour chaque catégorie, plusieurs courses sont lancées, le classement final totalise les points en fonction des positions à l'arrivée.
S'il y a une seule compétition par catégorie, il en ressort de plus un classement par nation, ainsi qu'un classement féminin.

## Disciplines
On distingue les catégories classe Standart, classe 2, classe 3, classe 5 sport, classe 5 Promo, et classe 8 (kitebuggy) et Mini Yacht.